# Racing Club de Beirut
El Racing Club de Beirut (àrab: الراسينغ بيروت, ar-Rāsīnḡ Bayrūt) és un club de futbol libanès de la ciutat de Beirut.

## Palmarès
- Lliga libanesa de futbol:[3]
  - 1955–56, 1964–65, 1969–70
- Copa Challenge libanesa de futbol:[4]
  - 2016, 2017
- Segona Divisió del Líban
  - 1938–39, 1999–2000, 2006–07